# Thomasschule zu Leipzig

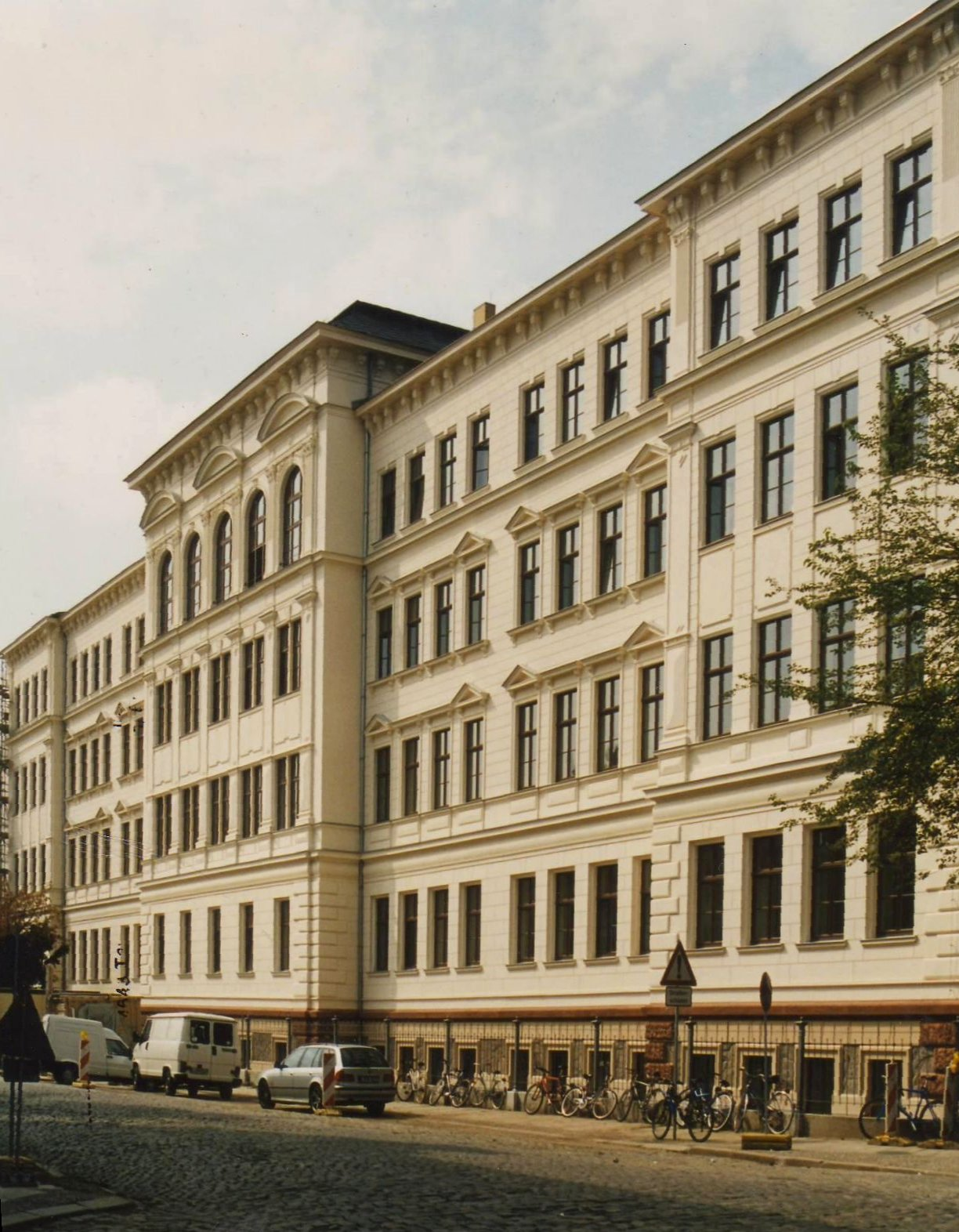
Thomasschule in der Hillerstraße

Die Thomasschule (lateinisch Schola Thomana) ist ein humanistisch-altsprachliches und musisch geprägtes Gymnasium im Leipziger Bachviertel. Sie gilt als die älteste öffentliche Schule Deutschlands.
Ihre Gründung geht auf das Jahr 1212 zurück, womit sie zu den ältesten Schulen im deutschen Sprachraum zählt. Zunächst wurde sie als Stiftsschule der Augustiner-Chorherren geführt und ging im Zuge der Reformation in die Trägerschaft der Stadt Leipzig über. Fortan stand sie unter protestantischem Einfluss. Internationale Bekanntheit erlangte sie durch das Wirken Johann Sebastian Bachs als Thomaskantor. Unter ihren Absolventen sind viele namhafte Persönlichkeiten, unter anderem der Komponist Richard Wagner.
Die Schule ist eine der leistungsstärksten und traditionsreichsten Bildungseinrichtungen Mitteldeutschlands. Von Anfang an war sie eng mit der Thomaskirche und dem Thomanerchor verbunden. Heute knüpft das internationale Bildungszentrum Forum Thomanum an diese gemeinsame 800-jährige Tradition an.

## Geschichte

### Stiftsschule

#### Augustiner-Chorherren

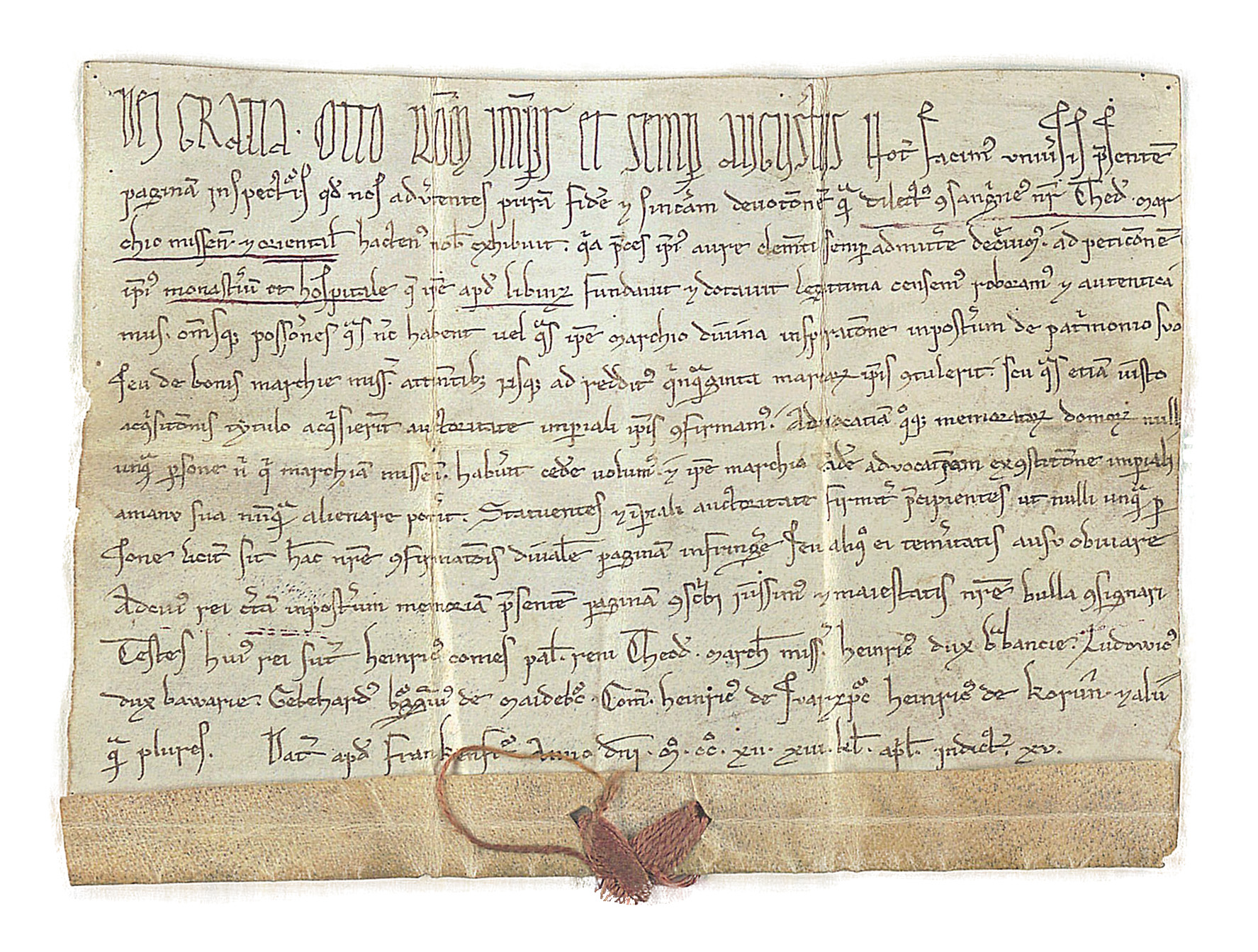
Die auch als Gründungsurkunde der Thomasschule geltende am 20. März 1212 besiegelte Gründungsurkunde des Augustiner-Chorherrenstifts zu St. Thomas

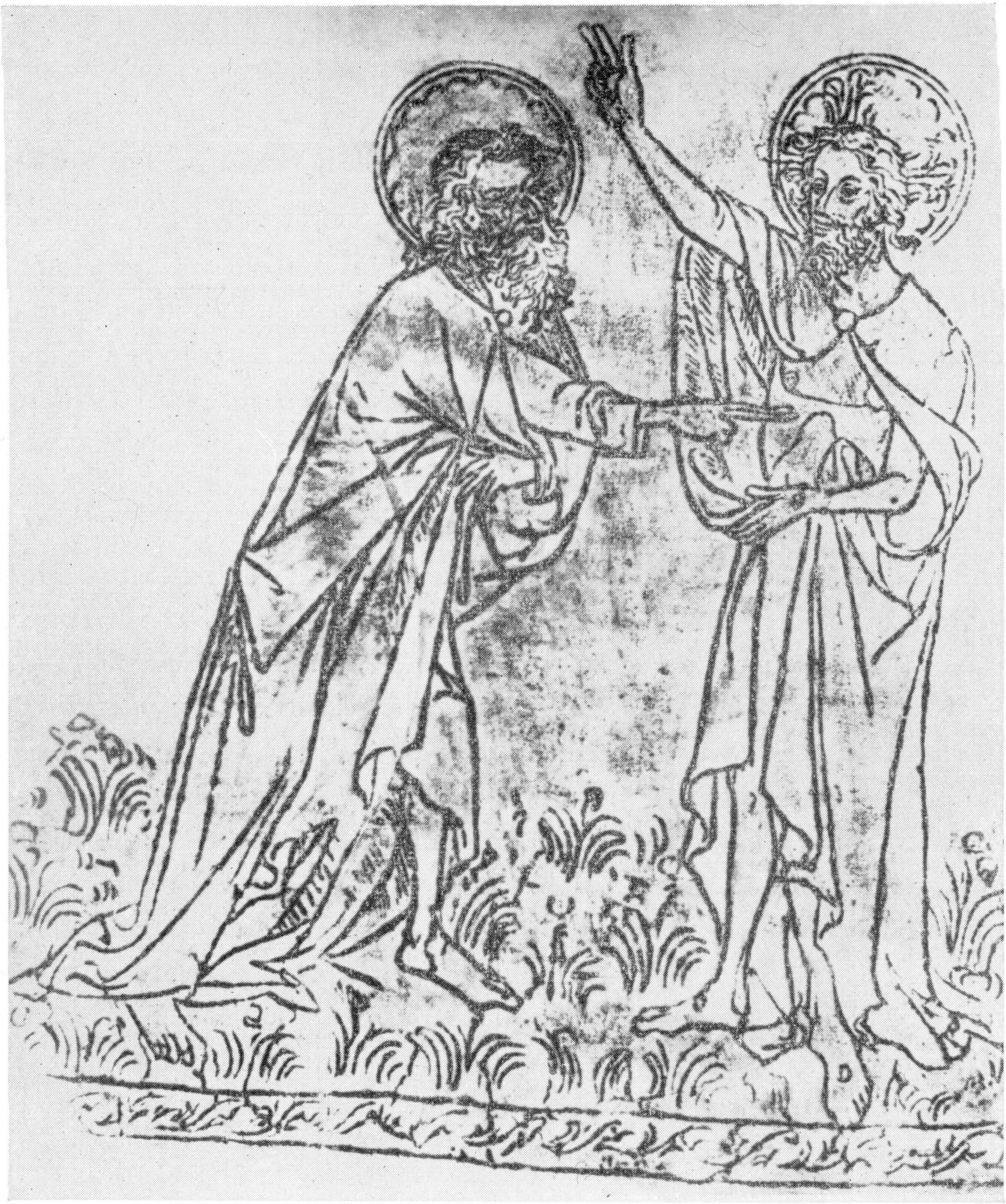
Apostels Thomas, Ritzzeichnung von Theoderich Reinhard, 1477

Im Jahr 1212 wurde auf Initiative von Markgraf Dietrich von Meißen das Kloster St. Thomas des katholischen Augustiner-Chorherrenstifts in Leipzig gegründet. Der Name leitet sich vom Apostel Thomas ab. Kaiser Otto IV. bestätigte es in Folge auf dem Reichstag zu Frankfurt. 1218 stellte Papst Honorius III. das Stift unter den Schutz des heiligen Petrus. Weitere päpstliche Erlasse folgten. Der Bau des Klosters wurde 1222 fertiggestellt. Die Chorherren lebten nach der sogenannten Augustinusregel. Ihnen stand ein Propst vor, der vom Merseburger Bischof eingesetzt wurde. Zu der Liegenschaft gehörte der Thomanerchor und die Thomaskirche. Gleichzeitig verfügten sie über eine Armenschule (schola pauperum). St. Thomas ist damit die älteste durchgängig betriebene Schule in Sachsen.
Sie diente zunächst als Stiftsschule, in der Jungen für den Chordienst ausgebildet wurden. Neben der Religion lernten sie Sprachen und die Freien Künste kennen. Eine Ausbildung über das Trivium einer Trivialschule war nicht gegeben. Die erste schriftliche Erwähnung stammt aus dem Jahr 1254, als sie als äußere Klosterschule (schola exterior) charakterisiert wurde. Zu diesem Zeitpunkt stand sie auch schon den Kindern Leipziger Bürger offen, wobei wohlhabende Knaben Schulgeld zahlten. Als ältester Rektor wurde 1295 Thidericus aus Leipzig erwähnt. 1443 folgte ihm der Jurist Petrus Seehausen aus Leipzig und 1482 der Geistliche Gregor Weßenigk aus Kirchhain, beide später Rektoren der Universität Leipzig.

#### Reformation

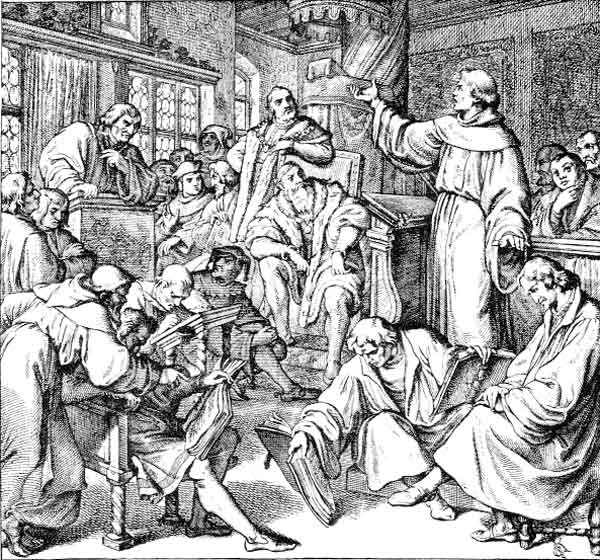
Die Leipziger Disputation mit Eck 1519, Stahlradierung von Gustav König, 1847

Im Sommer 1519 wurde in Leipzig die bekannte Disputation zwischen dem Reformator Martin Luther und dem katholischen Theologieprofessor Johannes Eck ausgetragen. Die Eröffnungsrede hielt der Thomasschullehrer Petrus Mosellanus. Das Protokoll wurde vom damaligen Rektor Johann Gramann, genannt Poliander, angefertigt. Während der Disputation veranstaltete der Thomaskantor Georg Rhau eine zwölfstimmige von ihm komponierte Messe. Gramann unterstützte das Luthertum und führte an der Schule humanistischen Unterricht ein. Dazu verfasste Mosellanus 1517 seine Paedologia Petri Mosellani Protegensis in puerorum usum conscripta. Der Nachfolger Polianders wurde 1522 sein Weggefährte Caspar Borner. Auch er schrieb Schriften für den Unterricht u. a. Declinandi coniugandi formulae in ludo ad divi Thomam pueris destinatae. Weiterhin bemühte er sich um tatkräftige Lehrer wie Wolfgang Meurer, Johann Scheffel und Georg Fabricius. In seiner Zeit als Rektor waren der nachmalige Reformator Caspar Cruciger der Ältere und der spätere kursächsische Kanzler David Peifer seine Schüler. Später wurde das Amt des Conrectors geschaffen. Bedeutende Pädagogen wie Friedrich Rappolt, Johann Christian Hebenstreit und Johann Friedrich Fischer dienten in den folgenden Jahren auf dieser Position.

### Lateinschule

#### Scholastik
Nach dem Abriss des 1543 in den Besitz der Stadt Leipzig übergegangenen Klosters entstand 1553 unter dem Rektor Andreas Jahn ein neues Schulgebäude. Die damalige Schülerzahl betrug 172, davon 22 Mitglieder des Thomanerchores (Thomaner). Über dem Eingang der Schule befand sich folgende Inschrift:
Non hic Pierides, non vanum numen Apollo,

Non de mentiti vertice nata Iovis,

Ipse sed aeterni Christus sapientia patris

Praesidet, est soli cui locus iste sacer.
Die deutsche Übersetzung dazu lautet:
Nicht sind hier die Musen, nicht Apollo, der eitle Wille,

Nicht die aus dem falschen Haupt des Jupiter Entsprungene,

Sondern Christus selbst, die Weisheit des ewigen Vaters,

Herrscht hier, dem allein dieser heilige Ort gehört.
Die ältesten erhaltenen Unterrichtspläne stammen aus dem Jahr 1574. Zum Curriculum gehörten die Rudimenta grammatica von Caspar Borner und die Grammatica latina des Humanisten Philipp Melanchthon. Letzterer galt als Lehrer Deutschlands. In seinem Sinne wurden mathematische Fächer und Musikunterricht (das sogenannte Quadrivium) eingeführt. Darüber hinaus mussten die Schüler römische Schriftsteller wie Cicero, Ovid, Terenz und Vergil sowie den Griechen Samosata und den Reformator Martin Luther lesen. 1634 wurde eine überarbeitete Schulordnung eingeführt. Sie stärkte ganz entscheidend die Position des Rektors der Thomasschule. Bewerbende Schüler mussten sich fortan einer Prüfung unterziehen. Schüler dieser Zeit waren die Vertreter des Barock Thomas Selle, Martin Rinckart und Paul Fleming. Die Lehrer wurden auf Lebenszeit eingestellt und erhielten ab 1553 ein Gehalt.
Bereits der Rektor Ambrosius Bardenstein klagte 1609 über die kaum abstellbare Bedürftigkeit der Knaben. Während des Dreißigjährigen Krieges verschlechterten sich die materiellen Gegebenheiten und die Gesundheit der Zöglinge weiter. Viele Väter waren Soldaten und konnten durch die Wirren des Krieges ihre Kinder nicht mehr ernähren. Wohlhabende Bürger zogen es in diesen Tagen vor, ihre Sprösslinge auf die neu gegründete Nikolaischule oder das Landesgymnasium Sankt Afra zu schicken. Während des Rektorats von Abraham Teller (ab 1637) spendeten viele Leipziger Bürger der Schule. Die Stadtverwaltung erhöhte schließlich ihre Zuwendungen nach dem Amtsantritt Georg Cramers (ab 1640). Er vertrat in seinem sechsunddreißig Jahre währenden Rektorat eine scholastische Denkweise.
1657 führte der Sächsische Kurfürst den Titel Rector ein. Diesem standen Cantor und Baccalaureus zur Seite. 1676 wurde der Aristoteliker Jakob Thomasius, zugleich Professor der Moralphilosophie an der Universität Leipzig, Schulleiter. Sein bekanntester Schüler war Gottfried Wilhelm Leibniz. Thomasius verfasste in seiner Amtszeit das Lehrbuch Erotemata logica, rhetorica, metaphysica für die Thomasschule. Außerdem setzte er die Behandlung des Neuen Testaments auf Griechisch durch. Im Alter wandte er sich gegen die klassischen Sprachen. Er wurde von den Pietisten August Hermann Francke und Joachim Lange beeinflusst. 1680 war das Leipziger Pestjahr. Die Krankheit ereilte auch die Schule. Besonderes erfolgreich war die Einrichtung in der Vermittlung von Kirchenmusik, so waren die Barockkomponisten Reinhard Keiser, Christoph Graupner und Johann Friedrich Fasch Alumnen der Schule.

#### Bach als Thomaskantor

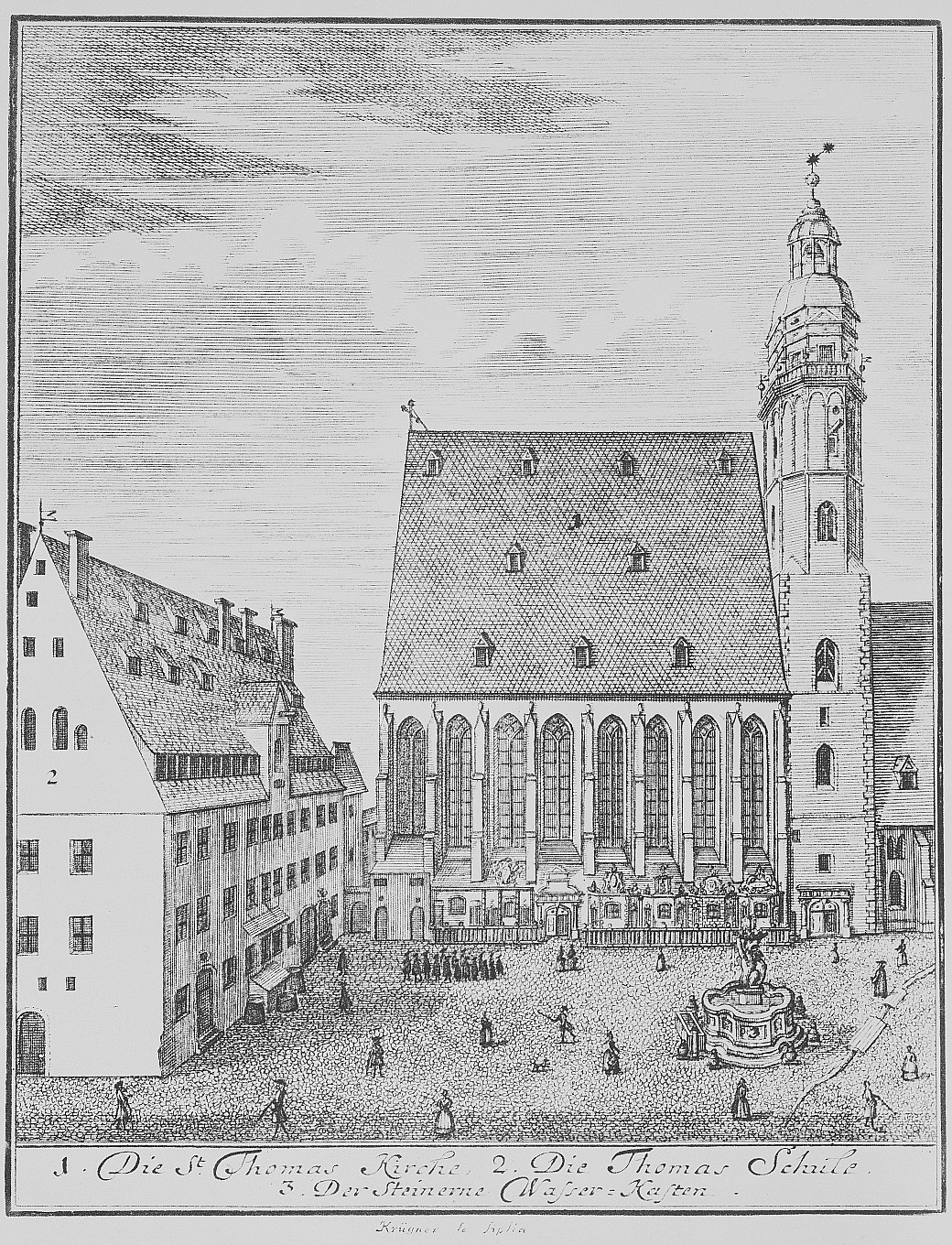
Thomaskirche und Thomasschule im Jahre 1723, Kupferstich von Johann Gottfried Krügner dem Älteren

Nach den Absagen von Georg Philipp Telemann und Christoph Graupner, als Thomaskantor zu wirken, wurde Johann Sebastian Bach 1723 in das Amt bestellt. Er war zugleich Lehrer für Latein und Katechismus an der orthodox-lutherischen Thomasschule (Die Thomaskantoren waren bis in das 20. Jahrhundert hinein Lehrer der Thomasschule; der Rektor der Thomasschule war bis in die 1970er Jahre zugleich der Vorsteher des Thomanerchores.) und unterhielt eine Wohnung im Gebäude. Sein Wirken sollte maßgeblichen Einfluss auf das internationale Renommee der Schule haben. Es kamen Knaben aus Dänemark, Preußen, Polen, Schweden und Ungarn auf die Thomasschule. Als Bach anfing, war Johann Heinrich Ernesti Rektor. Das Gymnasium verabschiedete 1723 eine neue Schulordnung, die auch Disziplinarmaßnahmen gegen Schüler vorsah.
Von 1730 bis 1734 amtierte, durch den Bürgermeister Christian Ludwig Stieglitz ernannt, der Neuhumanist Johann Matthias Gesner. Seinem Lehrerkollegium gehörten an: Johann Sebastian Bach, Kantor, Johann August Ernesti, Konrektor, Karl Friedrich Petzold, Tertius, Christoph Schmied, Quartus, Johann Döhnert, Quintus, Johann Friedrich Brensicke, Sextus und Christian Dittman, Septimus. Er reformierte die Schule von Grund auf und galt als Wegbereiter des Neuhumanismus. Ab 1751 unterrichtete der Konrektor Johann Friedrich Fischer Hebräisch an der Schule und setzte sich für den Griechischunterricht ein. Die Lehren von Johann Amos Comenius fanden Verbreitung.
1732 wurde die im Barock erneuerte Schule von George Werner mit der Kantate „Froher Tag, verlangte Stunden“ (BWV Anh. 18, Libretto: Johann Heinrich Winckler) von Bach eingeweiht. Am 4. November 1734 verabschiedeten die Alumnen feierlich Gesner mit „Wo sind meine Wunderwerke“ und führten den neuen Rektor Johann August Ernesti am 21. November 1734 mit der Kantate „Thomana saß annoch betrübt“ (Libretto: Johann August Landvoigt) ein. 1734 wurde die Schulordnung abermals erneuert. Die Bachsöhne besuchten ausnahmslos die Thomasschule, genauso wie der spätere Gambenvirtuose Carl Friedrich Abel sowie der nachmalige Musikschriftsteller Johann Friedrich Rochlitz. 1789 war Wolfgang Amadeus Mozart zu Besuch in der Thomasschule, um Bachsche Motetten abzuschreiben. Nicht immer aber war das Verhältnis zwischen Kantor und Rektor so homogen wie zu Bachs Zeiten. 1804 wendete sich der Schulleiter Friedrich Wilhelm Ehrenfried Rost mit seiner Kritik an der Dominanz der Musik über die Wissenschaft an den Leipziger Stadtrat. Die Streitigkeiten wurden mit einem Ausgleich gelegt.

### Humanistisches Gymnasium

#### Neuhumanismus

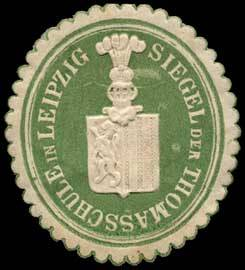
Siegelmarke Siegel der Thomasschule in Leipzig

Die Thomasschule entging nur durch das Engagement des Rektoratskollegiums der Verwendung als Lazarett während der Völkerschlacht bei Leipzig. Der Thomaskantor Johann Gottfried Schicht dankte dem russischen General Nikolai Repnin-Wolkonski als „Salvatori scholae Thomanae“ mit einer Kantate. Rektor Rost erlebte insgesamt fünf Kantoren. Der im Alter einflussreiche Musikpädagoge Friedrich Wieck und die Komponisten der Romantik Richard Wagner und Franz Abt gehörten zu seinen Schülern. Rost verfestigte die Programmatik der Schule und fertigte 1817 die Schrift: Was hat die Leipziger Thomasschule für die Reformation gethan? 1822 beschrieb er das Schulideal mit folgenden Worten:

„Die grundlegenden Schwierigkeiten unserer Zeit sind in der Vereinigung der drei großen Ziele der Thomasschule gelegen: der öffentlichen Erziehung unvermögender, begabter junger Menschen zu menschenmöglicher Vollkommenheit und Brauchbarkeit in der Welt, Erlernung der Gelehrtensprachen und Wissenschaften, Bildung und Ausübung der musikalischen Fähigkeiten“

Im Jahr 1835 wurde der Philologe Johann Gottfried Stallbaum Rektor der Schule. Er setzte sich für die Vermittlung humanistischer Bildung ein. Stallbaum selbst war Platon-Rezipient. Es verwundert nicht, dass der sprachbegabte Rudolf Hildebrand von Stallbaum Unterricht bekam. 1843 wurde das von Felix Mendelssohn Bartholdy gestiftete Bach-Denkmal vor der Thomasschule eingeweiht. Dem Rektor Friedrich Kraner, für nur kurze Zeit im Amte, verdankt die Thomasschule eine Schülerbibliothek. Sie bestand aus einer umfangreichen naturwissenschaftlichen, geographischen, historischen und kunstgeschichtlichen Sammlung. Ein Teil des Bestandes wurde 1985 von der Universitätsbibliothek Leipzig übernommen. Viele Ehemalige waren als Studenten korporiert. 1848 gründete sich am Thomasgymnasium der Akademische Gesangverein Arion, der bis 1936 bestand.
Unter Friedrich August Eckstein entwickelte sich die Schule zu einem der bekanntesten humanistischen Gymnasien in Deutschland. Er wendete die Schließung des Alumnats der Thomaner ab und weihte aus Platzmangel 1877 die neue Thomasschule in der Schreberstraße ein. Eine Goethe-Bronzebüste von Christian Friedrich Tieck stand fortan im Gebäude. Die Lehrer fühlten sich damals zum Nationalautor hingezogen. 1881 wurde das in unmittelbarer Nachbarschaft befindliche Alumnat fertiggestellt. Sein Leitspruch wurde Thomani pietate et doctrina conspicui.
Von 1873 bis 1876 wirkte der spätere Physik-Nobelpreisträger Ferdinand Braun als Lehrer an der Thomasschule. Hier entdeckte er 1874, unter Verwendung von Kristallen aus der Sammlung der Thomasschule, den Gleichrichtereffekt der Halbleiter. Auf diesem gründet sich die heutige Halbleiterelektronik. In dieser Zeit schrieb er sein einziges Buch Geheimnisse der Zahl und Wunder der Rechenkunst.

#### Weltkrieg und Nationalsozialismus

Lehrerkollegium unter Jungmann, 1912

1912 feierte die Schule unter Rektor Franz Emil Jungmann ihr 700-jähriges Bestehen. 1917 wurde der Philologe Karl Tittel Schulleiter. Er führte das Gymnasium durch die komplizierte Zeit des Ersten Weltkrieges und die Deutsche Inflation 1914 bis 1923. Während des Kapp-Putsches kam es zu Auseinandersetzungen von Arbeiterwehren und Freikorps vor der Thomasschule. Ab 1920 begleitete Tittel den Thomaskantor Karl Straube auf den Auslandsreisen des Chores. Einer seiner Schüler war der Adorno-Gegenspieler Arnold Gehlen. Die Sozialstruktur der Schülerschaft setzte sich in der Weimarer Republik mehrheitlich aus dem Bildungs- und Besitzbürgertum zusammen; sie galt im Vergleich zu den anderen Leipziger Gymnasien als aristokratisch und elitär. Bei den Schülern und Lehrern waren national-konservative Einstellungen vorherrschend. Tittel vermerkte 1928 zum Selbstverständnis der Schule:

„So bereitwillig und verständnisvoll die Thomasschule sich auch den Anschauungen der Gegenwart erschließt: in einem Punkte bleibt sie sich immer treu: Sie hält fest an dem bewährten Erbgut der humanistischen Bildung als einem unvergleichlichen Werkzeug der Erziehung […]“

Von 1935 bis 1945 war Alfred Jentzsch Rektor. Bürgermeister Goerdeler setzte sich für ihn ein. Er vertrat eine christliche Erziehung und versuchte die Weltanschauung der Hitlerjugend vom Thomanerchor abzuwenden. Er bildete u. a. den Lateiner Carl Becker aus. Jentzsch stellte zum 725-jährigen Bestehen fest:

„Die musica sacra gibt der Schola Thomana ihre höchste Weihe“

Nichtsdestoweniger rückte ab 1936 der Sport im Schulalltag in den Vordergrund und Wandertage wurden eingeführt. Die Schule sollte in ein Musisches Gymnasium, das den „Führernachwuchs“ förderte, eingegliedert werden. Der damalige Thomaskantor Günther Ramin konnte die Zerschlagung verhindern. Nach geringen Zerstörungen im gegenüber liegenden Alumnat und in der Turnhalle der Schule beim Luftangriff am 3./4. Dezember 1943 setzte Ramin die Auslagerung des Thomanerchors in die Sächsische Landesschule Sankt Augustin zu Grimma durch. Das Schulgebäude wurde zeitweise der Universität Leipzig zur Verfügung gestellt, zumal wegen der Einberufung aller Schüler der Oberklassen zum Dienst als Flakhelfer und Lehrer zur Wehrmacht ohnehin nur noch ein stark eingeschränkter Unterrichtsbetrieb möglich war. Nachdem die Schule am 20. Februar 1944 vollständig zerstört wurde, fand der Unterricht in Notunterkünften statt. Gegen Ende des Krieges nutzte man teilweise Räume in der Max-Klinger-Schule. Unterbrochen von wochenlangen Unterrichtspausen fanden sich die Thomasschüler im Gebäude der 41. Volksschule und in anderen zugewiesenen Gebäuden und Notunterkünften ein.
Nach dem Krieg wurde bekannt, dass mehrere ehemalige Schüler der Thomasschule dem konservativ-militärischen Goerdeler-Kreis um den Widerstandskämpfer Carl Friedrich Goerdeler nahestanden, darunter der Bankier Wilhelm Schomburgk und der Strafverteidiger Martin Drucker. Der Militär Wilhelm Kunze (vorgesehen als Befehlshaber im Wehrkreis IV in Dresden), der Diplomat Eduard Brücklmeier (vorgesehen als Staatssekretär im Auswärtigen Amt) und der Unternehmer Walter Cramer (vorgesehen als politischer Beauftragter im Wehrkreis IV in Dresden) waren in die Umsturzpläne des 20. Juli 1944 eingeweiht. Letztere beteiligten sich aktiv und wurden nach dem gescheiterten Stauffenberg-Attentat in Berlin-Plötzensee hingerichtet.

### Einheitsschule
Nach dem Krieg wurden im Rahmen des Entnazifizierungsverfahrens alle Lehrer, die Mitglied der NSDAP waren, in den Ruhestand geschickt. Ab 1947 nahm die Thomasschule Quartier in der Lessingstraße.
Das Gesetz zur Demokratisierung der deutschen Schule (1946) sah eine Einheitsschule (ab 1965: Polytechnische Oberschule für die Klassen 1 bis 10 und Erweiterte Oberschule für die Klassen 11 bis 12) vor und verbot faktisch den Religionsunterricht an öffentlichen Schulen. Die sowjetischen Funktionäre bemühten sich, die christliche Prägung des Thomanerchores in eine atheistische Weltanschauung umzuwandeln und die humanistische Kontinuität der Schule zu beenden. Aufgrund politischer Schwierigkeiten und anhaltender Querelen ging der neue Rektor Hellmuth Heinze 1950 nach Westdeutschland. Sein Nachfolger wurde der Altphilologe Heinz Nöbert. Er wurde als Rektor 1972 von Helmut Gunter abgelöst.
Die Thomasschule wechselte mehrmals ihre Räumlichkeiten. Das Alumnat blieb allerdings immer am alten Ort, so dass Schule und Thomanerchor vorerst getrennt waren. Die Erfolge blieben jedoch bis auf die räumliche Trennung und die eingeführten Thomanerklassen verhalten. Noch 1981 zählte das Gymnasium zu den neun verbliebenen Schulen in der DDR, an der es erweiterten altsprachlichen Unterricht, d. h. Latein und Griechisch, gab.
Nach Berichten der FDJ-Bezirksleitung rekrutierten sich die Mitglieder des Alumnats überwiegend aus dem Bürgertum, und es waren unter den Schülern mit 70 Prozent mehr Mitglieder der kirchlichen Jungen Gemeinde als der sozialistischen FDJ. Ein bekanntes Beispiel im christlichen Widerstand war der Leipziger Theologiestudent und Alumne Werner Ihmels, der 1949 im sowjetischen Speziallager Bautzen starb. Auch der Thomasschüler Ekkehard Schumann, später Jura-Professor und Mitglied des Bayerischen Senats, geriet mit seiner Gruppe ins Visier des Staatsschutzes und wurde 1951 wegen vermeintlicher „Kriegs- und Boykotthetze“ zu hoher Zuchthausstrafe verurteilt.

### Altsprachliches Gymnasium
Nach der Deutschen Wiedervereinigung im Jahr 1990 wuchs die Schülerzahl auf zeitweilig über 1.000 Schüler an. Mit der Einführung des gegliederten Schulsystems in Sachsen 1992 bot die Schule ihren Schülern nun ein mathematisch-naturwissenschaftliches, ein musisches und ein sprachliches Profil an.

## Schulgebäude

### Historische Gebäude

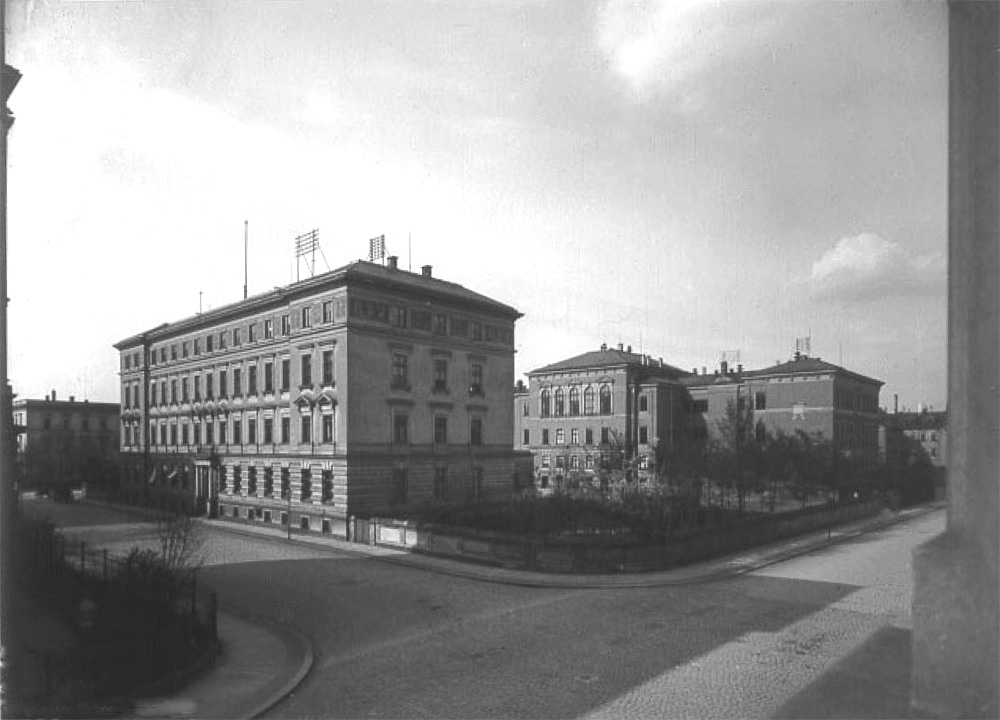
Alumnat in der Hillerstraße, etwa 1881, im Hintergrund die Neue Thomasschule

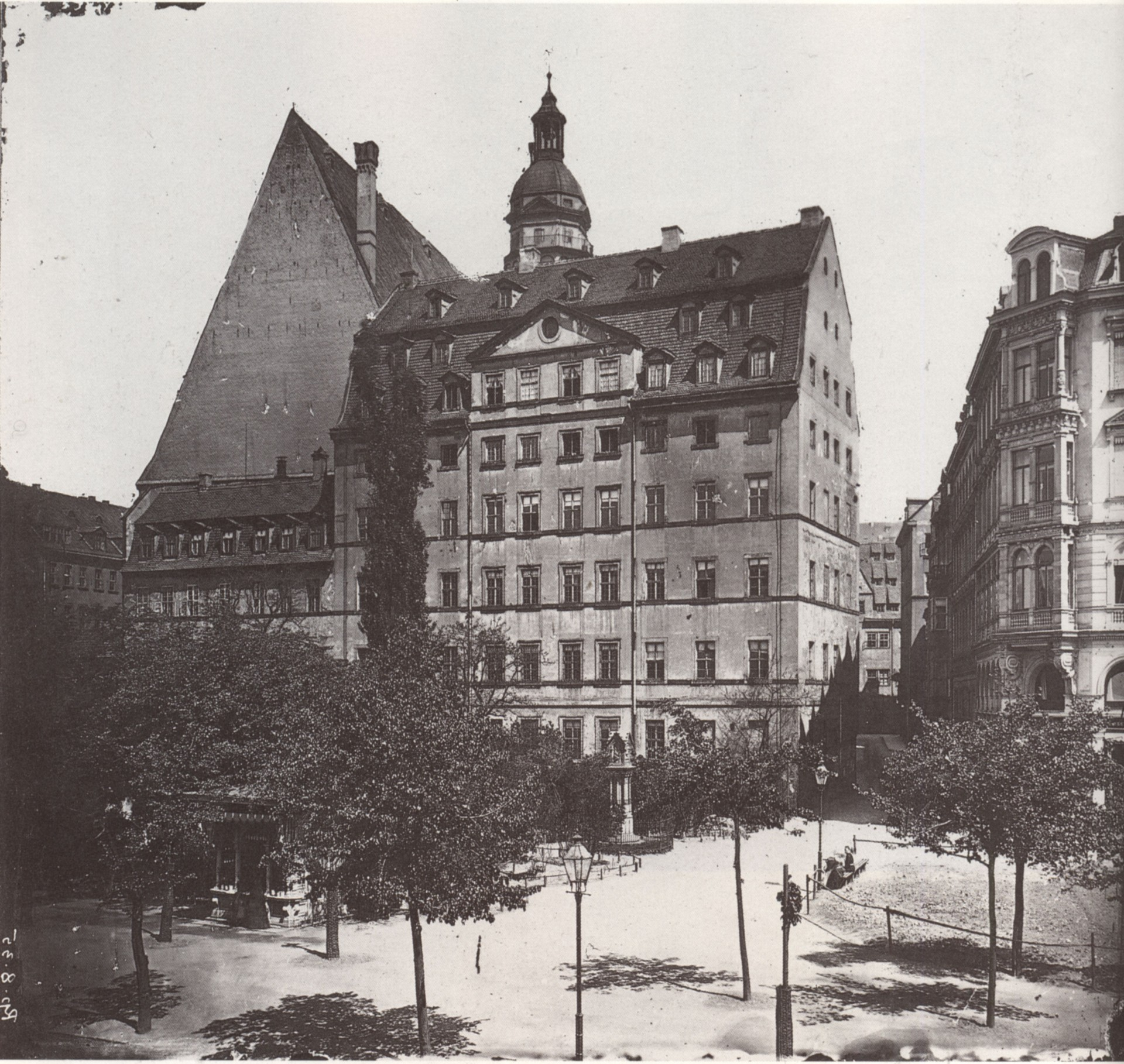
Alte Thomasschule am Thomaskirchhof, 1885

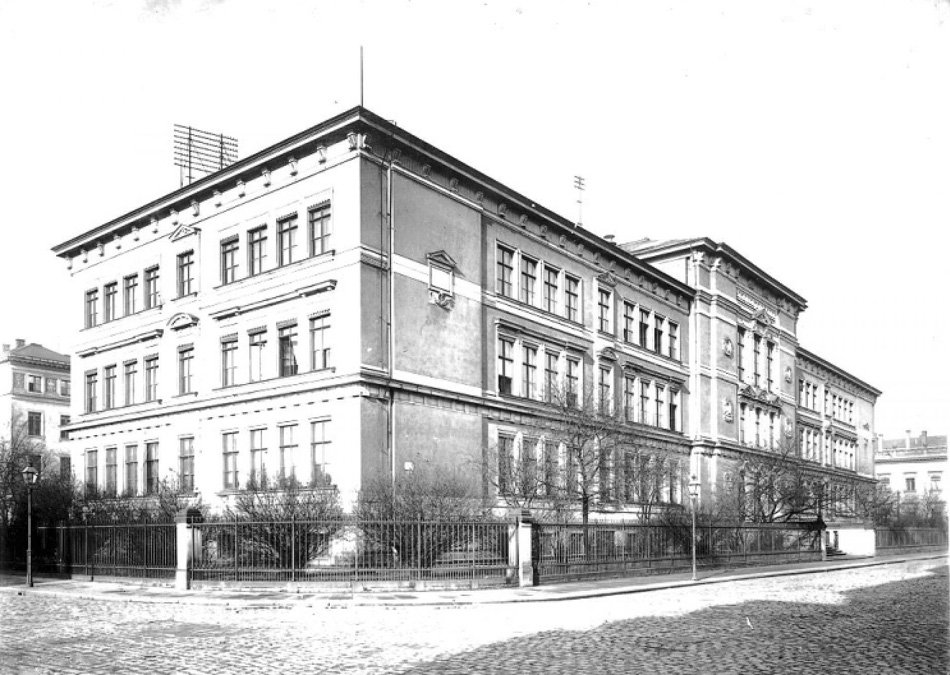
Neue Thomasschule in der Schreberstraße, um 1900

Im Laufe ihrer Geschichte war die Thomasschule in verschiedenen Schulgebäuden im Leipziger Stadtgebiet untergebracht. Ursprünglich befand sie sich als Stiftsschule im Augustiner-Chorherrenstift. Als die Schule im Zuge der Reformation 1543 in den Besitz der Stadt Leipzig über ging, wurde das Kloster abgerissen. 1553 entstand als Ersatz für das mittelalterliche ein neues Schulgebäude. Das unter Bürgermeister Hieronymus Lotter errichtete zweistöckige Haus befand sich auf dem heutigen Thomaskirchhof. Es wurde mehrmals erweitert und umgebaut. Dieses Gebäude beherbergte neben den Unterrichtsräumen auch das Alumnat, die Rektorenwohnung und die Wohnung des Thomaskantors. Es grenzte direkt an die Thomaskirche an.
Wegen Platzmangels in der alten Thomasschule wurde 1876/1877 nach den Plänen von August Friedrich Viehweger für 600.000 Mark ein neues Schulgebäude erbaut. Die neue Schule in der Schreberstraße 9, unweit des Schreberbades, wurde am 5. Juli 1877 bezogen. Die alte Schule neben der Thomaskirche brach man 1902 ab, an ihrer Stelle befindet sich heute das 1903 von Georg Weidenbach und Richard Tschammer erbaute Thomashaus.
Das mit der Neuen Thomasschule verbundene Alumnat wurde in der Hillerstraße 8 angrenzend an die Schule – ebenfalls nach Plänen Viehwegers – 1881 fertiggestellt.
Den alliierten Luftangriff in der Nacht vom 3. auf den 4. Dezember 1943 überstanden Schule und Alumnat fast unzerstört. Nur die Turnhalle und einige weitere Räume im Alumnat brannten aus. Bei einem erneuten Luftangriff in der Nacht des 20. Februar 1944 brannte das Schulgebäude in der Schreberstraße vollständig aus. Nach dem Krieg wurde das Schulgebäude nicht wieder aufgebaut und die Ruine schließlich 1951 abgerissen. Im selben Jahr erfolgte der Umzug in das Gebäude der 41. Volksschule in der Hillerstraße 7. Das Gelände der zerstörten Schule wurde danach als Schulsportplatz genutzt.
1973 zog die Erweiterte Oberschule Thomas in einen Plattenbau in die Pestalozzistraße 9 (seit 2000 Telemannstraße), so dass Schule und Alumnat nun etwa 1,5 km voneinander entfernt waren. Den Namen Thomas-Oberschule trug weiterhin die Polytechnische Oberschule in der Hillerstraße 7, die im September 2000 wieder vom Gymnasium, der Thomasschule zu Leipzig, bezogen wurde.

### Heutiges Schulgebäude

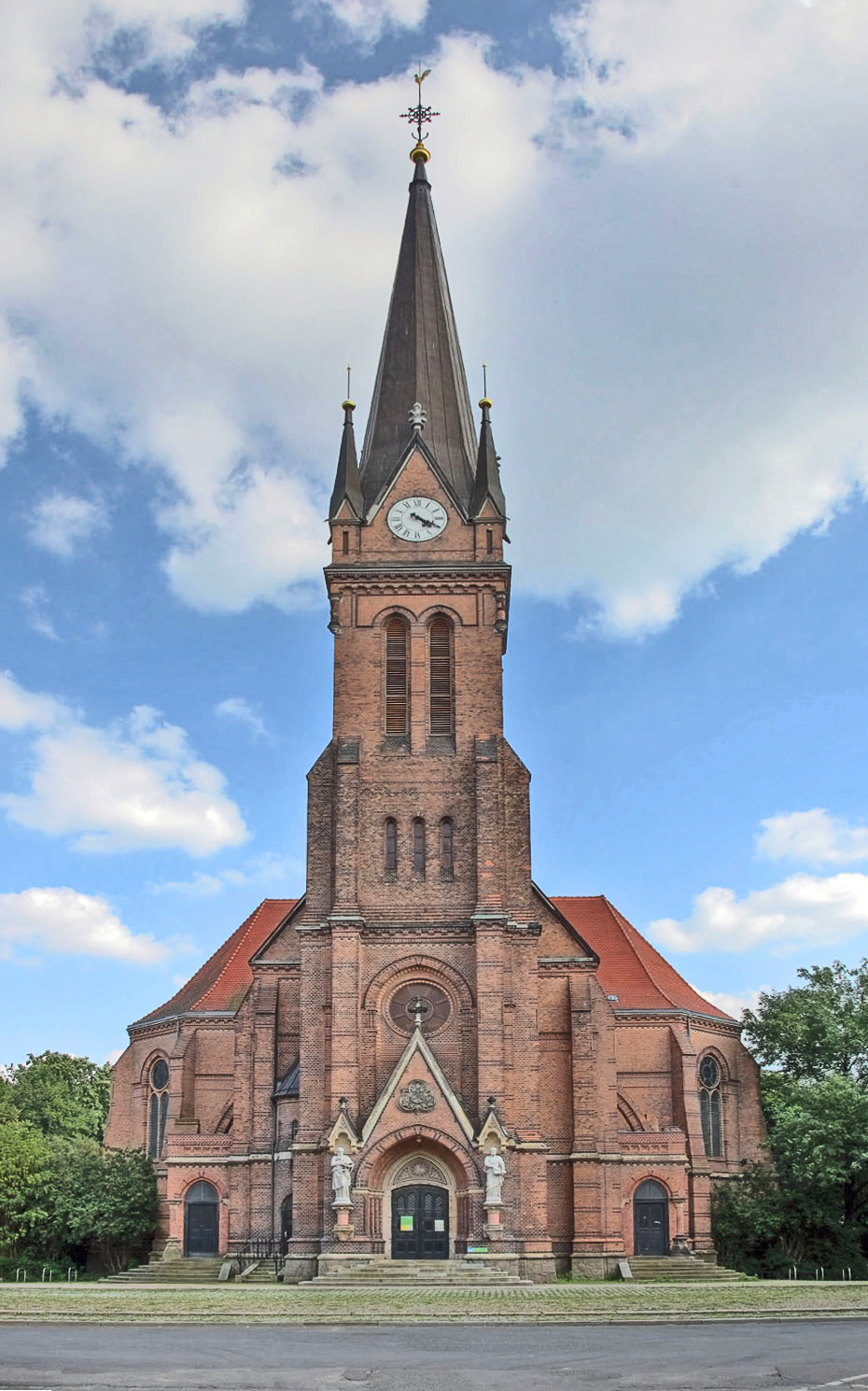
Lutherkirche, Schulaula und Gottesdienststätte

Die heutige Thomasschule und das Alumnat der Thomaner befinden sich in der Hillerstraße, einer nach dem Thomaskantor Johann Adam Hiller benannten Anliegerstraße zwischen Sebastian-Bach- und Käthe-Kollwitz-Straße im Bachviertel, einem Gründerzeitviertel in der Äußeren Westvorstadt von Leipzig. Im Osten wird das Wohnviertel vom Johannapark mit der Lutherkirche begrenzt.
Im Rahmen des internationalen musischen Bildungszentrums der Bachstadt Leipzig, des Forum Thomanum, wurde die im Wohnviertel befindliche denkmalgeschützte Villa Thomana restauriert. Außerdem wurden in unmittelbarer Nähe eine private Kindertagesstätte und Grundschule eröffnet. Die Thomasschule ist seit 2002 Mitglied im Verein Forum Thomanum.
Nach der im August 2000 abgeschlossenen Modernisierung durch die Architekten Arthur Numrich und Timo Klumpp bezog die Thomasschule wieder das Gebäude, in dem sie bereits zwischen 1951 und 1973 untergebracht war. Dieser Bau wurde 1878/1879 vom Leipziger Architekten Lüders als IV. Bürgerschule in der Hillerstraße 7/Hauptmannstraße 8 errichtet. Das ursprünglich für 1638 Schüler berechnete viergeschossige Gebäude mit einer Fassade aus Sandstein, Granit und Porphyr besaß 39 Klassenzimmer war im Stile der Neorenaissance gehalten.
Beim Umbau wurde zwischen den zwei Gebäuden von Schule und Sporthalle ein kubischer Gebäuderiegel eingesetzt, der die beiden Schulhöfe verbindet. Er hebt sich von den anderen Bauwerken durch seine Transparenz ab. Darin befindet sich das Bachfoyer (inklusive der Bach-Büste von Carl Seffner) mit seiner großen Treppenanlage, welches als Veranstaltungs- und Pausenraum dient. Das Bach-Portrait von Elias Gottlob Haußmann wurde auf Glas in die Türrahmen der Schule eingearbeitet. Die Treppenhäuser und die Aula wurden restauriert. Hierbei wurde eine Akustikdecke berücksichtigt. Der französische Künstler Ivan Lacaze verwendete Lichtanlagen für das gesamte Gebäude. Die Landschaftsarchitekten Daniel und Annette Sprenger übernahmen die Außengestaltung. Heute besitzt die Schule 37 Unterrichtsräume.

## Schulprogramm
Die Schule pflegt als altsprachliches Gymnasium insbesondere den Lateinunterricht. Er wird ab der 5. Klasse gegeben und endet für alle Schüler mit dem Latinum in der 9. oder 12. Klasse. Hinzu kommt Englischunterricht ab der 5. Klasse, welcher in der Oberstufe neben Latein als Leistungskurs gewählt werden kann. Darüber hinaus ist der Erwerb des Cambridge First Certificate in English (FCE) möglich. Griechischunterricht wird wahlweise ab der 9. und wahlpflichtweise in der 10. Klasse angeboten. In der Oberstufe kann das Graecum erworben werden. Damit gehört die Schule zu den vier Gymnasien in Sachsen, die Griechisch als reguläres Fach anbieten. Als weitere alternative Fremdsprachen für Latein können nach der 9. Klasse Französisch, Italienisch oder Polnisch erlernt werden.
Gesellschaftlich wird die humanistische Tradition der Schule gepflegt. Dies drückt sich beispielsweise in dem BLK-Programm „Demokratie lernen & leben“ und dem POL&IS-Seminar aus. Die Thomasschule pflegt einen christlich-ethischen Wertekanon und bietet in der Mittelstufe wahlpflichtweise evangelischen bzw. katholischen Religionsunterricht oder Ethikunterricht an. Besondere Lernleistungen (BELL) können eingebracht werden.
Wie auch an anderen sächsischen Schulen mussten auch die Gymnasialen Zweige der Thomasschule mit der Reform der Profilwahl in der Sekundarstufe I (2009) neu bestimmt werden. Durch die landesweite Abschaffung des musischen Profils konnte der bisherige Profilkanon altsprachliches, musisches und naturwissenschaftliches Profil nicht beibehalten werden. Es wurde eine Neuausrichtung auf ein sprachliches Profil, ein künstlerisches Profil sowie eine vertieft musische Ausbildung, im Sinne des § 4 Verordnung des Sächsischen Staatsministeriums für Kultus über allgemein bildende Gymnasien im Freistaat Sachsen (Schulordnung Gymnasien – SOGY), beschlossen. Im Schuljahr 2010/11 wählten 42,6 % das sprachliche, 44,5 % das künstlerische und 16,9 % das vertieft musische Profil.
Die Thomasschule ist unter anderem an den Förderprogrammen zum Einsatz der Informations- und Kommunikationstechnologien, dem Lions-Quest-Programm und den Comenius-Programmen beteiligt.

## Akademische Erfolge
Die Thomasschule erhielt in den 40er Jahren mehrmals den renommierten und mit 3000 Reichsmark dotierten Ludwig-Prandtl-Preis (1942, 1943, 1944) zur Förderung der Flugphysik in Verbindung mit dem Flugmodellbau an deutschen Schulen.
In den letzten Jahren stellte die Schule 70 Teilnehmer an 15 Wettbewerben in Sachsen. Darunter sind Erst- und Zweitplatzierungen bei Bezirks-, Landes- und/oder Bundeswettbewerben der Deutschen Mathematik-Olympiade (DeMO), des Adam-Ries-Wettbewerbs, bei Jugend forscht (Jufo), dem Schülerwettbewerb zur politischen Bildung der Bundeszentrale für politische Bildung (bpb), dem Bundeswettbewerb Fremdsprachen, bei Jugend musiziert, Jugend trainiert für Olympia (JtfO), dem Vorlesewettbewerb des Börsenvereins des Deutschen Buchhandels, bei First Lego League (FLL), der Initiative Jugend-Schule-Wirtschaft (JSW) der Deutschen Bank Stiftung und dem Jugendkunstpreis der Landesvereinigung Kulturelle Kinder- und Jugendbildung Sachsen.
Die Schüler der Thomasschule gehören zu den leistungsstärksten in Sachsen. Ihre Durchschnittsnote beim Abitur lag beispielsweise im Schuljahr 2009/10 bei 1,9. Im gleichen Zeitraum betrug sie in Leipzig 2,4. Der Abiturjahrgang 2010 brachte fünf Schüler mit der Durchschnittsnote 1,0 hervor. Damit führte die Thomasschule die Statistik in Sachsen an.
Ein Ranking nach Abitur-Durchschnittsnoten der Gymnasien in Sachsen:
| Schuljahr | Rang (Sachsen) | Rang (Leipzig Stadt)                                                                                 |
| 2008/09   | 2. (nach dem Sächsischen Landesgymnasium Sankt Afra) | 1. (mit dem Wilhelm-Ostwald-Gymnasium)                                                               |
| 2009/10   | 2. (nach dem Sächsischen Landesgymnasium Sankt Afra) | 1.                                                                                                   |
| ...       | ... | ...                                                                                                  |
| 2012/13   | 3. (nach dem Sächsischen Landesgymnasium Sankt Afra und dem Martin-Andersen-Nexö-Gymnasium)                                                                      | 1. (mit dem Wilhelm-Ostwald-Gymnasium)                                                               |
| 2013/14   | 3. (nach dem Sächsischen Landesgymnasium Sankt Afra und dem Martin-Andersen-Nexö-Gymnasium sowie dem Sächsischen Landesgymnasium für Musik Carl Maria von Weber) | 1. (mit dem Wilhelm-Ostwald-Gymnasium, dem Gymnasium Engelsdorf und der Anton-Philipp-Reclam-Schule) |
| 2014/15   | 3. (nach dem Sächsischen Landesgymnasium Sankt Afra und dem Martin-Andersen-Nexö-Gymnasium)                                                                      | 1. (mit dem Wilhelm-Ostwald-Gymnasium)                                                               |

## Schulleben
Die Trias Thomasschule, Thomanerchor und Thomaskirche haben eine 800-jährige gemeinsame Tradition. Man beruft sich auf Reformation und Kirchenmusik sowie Glaube und Bildung. Alle Mitglieder des Thomanerchors sind Schüler der Schule, es gibt jedoch auch einen Schulteil, in dem Nicht-Chormitglieder lernen. Die Mitglieder des Thomanerchores als Teil der Gesamtschülerschaft leben im dazugehörigen Internat, dem Thomasalumnat.
Die Thomasschule ist eine Schule mit Ganztagsangebot. Außerdem werden die außerschulischen Aktivitäten Musiktheater, Schülerorchester, Nutzung der Schülerbibliothek, Griechisch und Schulchor angeboten.
Die Schülerzeitung Thom Times wurde im Jahre 2001 gegründet. Themengebiete waren traditionell Schule, Standpunkte, Politik und Weltgeschehen, Kultur und Lehrersprüche. Die Zeitung erschien ca. alle drei Monate und hatte eine Auflage zwischen 175 und 300 Exemplaren. Im Jahr 2008 erhielt eine Schülerin den Autorenpreis des Sächsischen Jugendjournalistenpreises. Zum 800-jährigen Bestehen der Schule erschienen zwei Sonderausgaben, eine davon in Zusammenarbeit mit dem Kasten Journal, der Schülerzeitung des Thomanerchores. Eine Anfang 2014 erschienene Ausgabe, deren Leitartikel sich mit dem Umgang mit Homosexualität an der Schule befasste, gewann in der Kategorie „Schülerzeitung an Gymnasien“ den Sächsischen Jugendjournalistenpreis 2014. Außerdem erhielt der Chefredakteur Maximilian Karl Schmidt für den Artikel selbst einen Preis als bester Redakteur in seiner Altersklasse. Zugleich war es die Abschiedsausgabe des Chefredakteurs, da er die Zeitung nach 3-jähriger Zeit als Chefredakteur aufgrund seines Abiturs verließ.
Traditionelle Schulveranstaltungen sind Musizierabende, Kunstausstellungen, Podiumsdiskussion, Tag der offenen Tür, Schulfest, Abiturball, Schuljahresgottesdienst, Theater- und Konzertbesuche, feierlicher Schuljahresabschluss in der Lutherkirche zur Ehrung besonders aktiver Schüler, Thomanerbundtreffen, eigene Theater- und Musicalaufführungen, Fasching, Weihnachtsliedersingen und Sommerfest.

## Kooperationen

### Alumni-Netzwerk

Logo des Thomanerbundes

Der Schulförderverein Thomanerbund e. V. ist ein Zusammenschluss ehemaliger Schüler der Thomasschule. Er wurde 1921 in Leipzig gegründet. Aber schon seit 1212 gab es Zusammenschlüsse ehemaliger Thomaner. 1925 hielt der Alumne und Philosophiestudent Arnold Gehlen seine Rede über Hofmannsthal (erste Publikation) vor dem „Literarischen Thomanerbunde“ in Leipzig. Die Beiträge wurden u. a. von Erich Ebermayer verfasst.
Im Dezember 1948 wurde der Thomanerbund in der Sowjetischen Besatzungszone verboten. Die in der Bundesrepublik Deutschland lebenden Ehemaligen gründeten 1954 den Thomanerbund Frankfurt am Main. Er erreichte ca. 800 Mitglieder. Im April 1993 schloss er sein Büro in Ingelheim am Rhein und eröffnete ein neues in Leipzig. Jährlich finden Mitgliedertreffen statt, an dem viele ehemalige Thomasschüler aus dem In- und Ausland teilnehmen. Er ist Träger des Ganztagsangebots der Schule. Er bildet Lehrer im humanistischen Gedankengut weiter, fördert Facharbeiten von Schülern, unterstützt finanziell Bildungsreisen und Studienfahrten, stellt Lern- und Lehrmittel zur Verfügung, unterstützt Kulturprogramme, vergibt Preise für Wettbewerbe und versorgt die Schulbibliothek. Ehemalige Vorstandsvorsitzende waren u. a. der Rechtsanwalt und Wirtschaftsprüfer Reinhard Goerdeler (Sohn von Carl Friedrich Goerdeler) und der Theologieprofessor Christoph Michael Haufe. Seit 2011 steht der Arzt Peter Roy dem Verein vor.

### Andere
Die Thomasschule besitzt eine Eltern- und Schülervertretung. Zweitere wirkt am Landesschülerrat Sachsen mit.
Die Thomanerklassen 3 und 4 werden auch in der Thomasschule unterrichtet. Sie nutzen zwei Räume und die Turnhalle der Schule, gehören organisatorisch aber zur Anna-Magdalena-Bach-Schule (ehemals Édouard-Manet-Schule). Ab Klasse 5 gehen sie normal in die Thomasschule. Grundschullehrer nehmen an Fachkonferenzen des Gymnasiums teil und es gibt gemeinsame Projekte der Klassenstufen 3 bis 7.
Schulpartnerschaften bestehen zum französischen Collège et Lycée Saint-Charles La Providence in Saint-Brieuc. Der Kontakt besteht aus Besuchen, Briefkontakten und Schüleraustausch. Des Weiteren pflegt die Thomasschule Kontakt zur US-amerikanischen Pacific Crest Community School in Portland. Besuche, E-Mail-Kontakte, Programme des Pädagogischen Austauschdienstes (PAD) und Schüleraustausche finden regelmäßig statt. Schließlich unterhält die Schule Beziehungen zum italienischen Instituto Magistrale Statale „Alessandro Manzoni“ in Caltanissetta.
Der Verbund Kommunaler Kinder- und Jugendhilfe Eigenbetrieb der Stadt Leipzig berät bei Konfliktlösung und Familienberatung. Der Allgemeine Sozialdienst des Jugendamts der Stadt Leipzig führt bei Bedarf Familienberatungen durch. Der Landesverband Legasthenie Sachsen e. V. bildet Lehrer beim Thema Lese-Rechtschreib-Schwäche fort. Das Zentrum für Teilleistungsstörungen LRS/Dyskalkulie des Studienkreises Leipzig führt Schullaufbahnberatungen und Betreuung von Schülern durch.
Schwerpunkt der wirtschaftlichen Zusammenarbeit mit dem Bundesverband deutscher Banken liegt auf dem Planspiel Börse des Deutschen Sparkassen- und Giroverbands. Der Verband der Sächsischen Metall- und Elektroindustrie informiert regelmäßig über die Wirtschaftsregion. Die Stadtwerke Leipzig GmbH unterstützt den Projektunterricht. Das Ziel der Zusammenarbeit mit dem BMW-Werk Leipzig ist Berufsinformationen, Praktika von Schülern im Werk und die Unterstützung von Facharbeiten und besonderen Lernleistungen.
Die Universität Leipzig bietet besondere Zusammenarbeit im Bereich der besonderen Lernleistung an. Der Besuch von Vorlesungen, die Betreuung von Blockpraktikanten, die Unterstützung schulischer Arbeitsgemeinschaften und der Botanikschule des Schulbiologiezentrums Leipzig im Botanischen Garten der Universität Leipzig ist möglich. In der Hochschule für Grafik und Buchkunst Leipzig können Diplomverteidigungen besucht werden und interessierte Schüler werden auf die angebotenen Studienrichtungen vorbereitet. Die Hochschule für Musik und Theater „Felix Mendelssohn Bartholdy“ Leipzig bietet eine vertiefte Ausbildung besonders begabter Schüler an.
Seit 2010 ist das Gymnasium Mitglied im Neuen Leipziger Kunstverein.
Durch den Förderkreis Thomanerchor e. V. werden die Alumnen des Thomanerchores ausgebildet und Lehrer der Schule arbeiten aktiv im Vorstand mit. Außerdem besteht eine enge Zusammenarbeit zwischen Thomanerchor, Thomasschule und Forum Thomanum e. V.

## Persönlichkeiten

### Lehrer

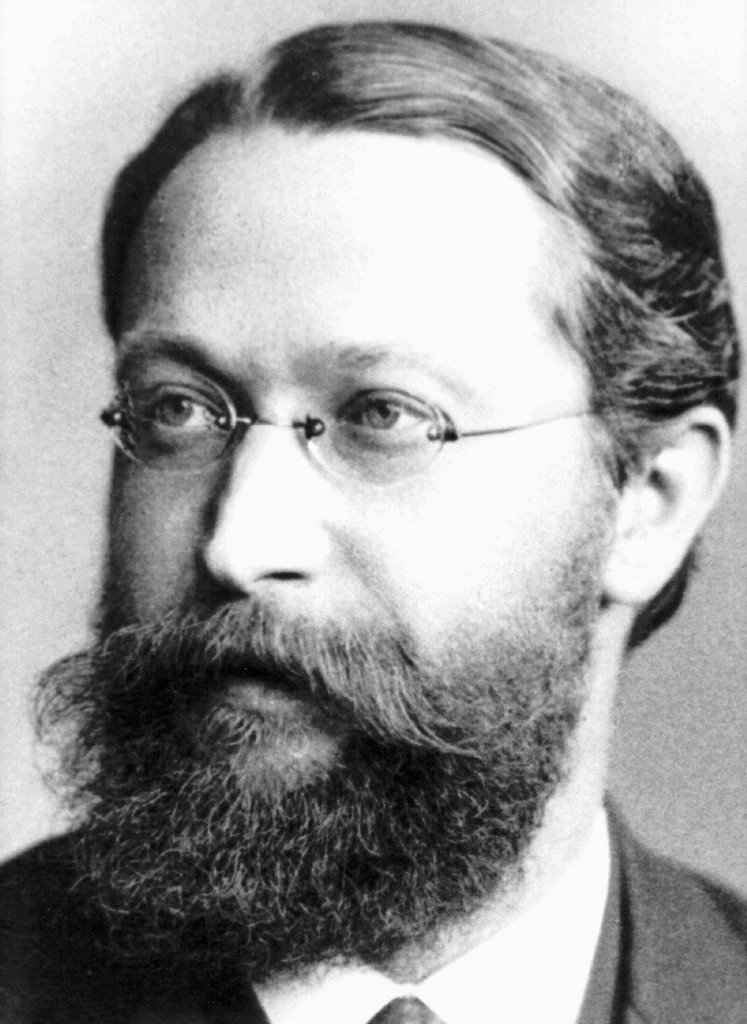
Nobelpreisträger Ferdinand Braun, Mathematik- und Physiklehrer (1873–1876)

Die Schule hatte 2010/11 insgesamt 61 hauptamtliche Lehrer. Davon waren 45 weiblich und 16 männlich. An der Thomasschule unterrichteten viele bekannte Lehrer wie der Physik-Nobelpreisträger Ferdinand Braun und die Thomaskantoren, unter ihnen Johann Sebastian Bach.

### Schüler
In Vergangenheit und Gegenwart waren zahlreiche Persönlichkeiten des öffentlichen Lebens Schüler der Thomasschule, darunter Mitglieder der sächsischen Gelehrtenfamilie Carpzov, die Bachsöhne, der Amerikaforscher Eduard Friedrich Poeppig, der Komponist Richard Wagner, der Zoologe Otto zur Strassen, Sebastian Krumbiegel und Tobias Künzel, beide Frontsänger der Popgruppe Die Prinzen. Der Maler Julius Schnorr von Carolsfeld, der Verleger Albert Brockhaus, der Kunsthistoriker Nikolaus Pevsner, der Philosoph und Soziologe Arnold Gehlen und die Bonhoeffer-Neffen, der Bundesbildungsminister Klaus und der Dirigent Christoph von Dohnányi besuchten ebenfalls das Gymnasium.

### Mäzene
Der Bürgermeister Christian Lorentz von Adlershelm stiftete 1668 ein Kapital in Höhe von 4.550 Talern. Der Ratsherr Johann Ernst Kregel von Sternbach stiftete 2.500 Taler, deren Zinsen für die Beschaffung von Getränken verwendet werden sollten. Später stockte er die Stiftung um 500 Taler auf. Der Ratsherr Johann Franz Born stiftete 2.000 Taler zur Speisung von Schülern. Der Bürgermeister Heinrich Friedrich Innocentius Apel stiftete der Thomasschule 2.400 Taler und bedachte sie mit 1.600 Talern in seinem Testament. Der Rektor Friedrich Wilhelm Ehrenfried Rost stiftete der Thomasschule das 1746 von Elias Gottlob Haußmann gefertigte Ölgemälde Bachs. Dem Unternehmer Wigand Freiherr von Salmuth ist die Restaurierung der Thomaskirche und der Sauer-Orgel sowie der Erwerb der Villa Thomana zu verdanken.

### 19. Jahrhundert
- Albert Brause: Johann Gottfried Stallbaum. Ein Beitrag zur Geschichte der Thomasschule in der ersten Hälfte des 19. Jahrhunderts. A. Edelmann, Leipzig 1897 (archive.org).
- Oskar Dähnhardt, Rudolf Hildebrand: Volkstümliches aus dem Königreich Sachsen, auf der Thomasschule gesammelt. B.G. Teubner, Leipzig 1898.
- Friedrich August Eckstein: Programm der Thomasschule in Leipzig. A. Edelmann, Leipzig 1867 (eingeschränkte Vorschau in der Google-Buchsuche).
- Eines Ehrbaren Hochweisen Raths der Stadt Leipzig: Ordnung der Schule zu St. Thomae. Immanuel Tietz, Leipzig 1723 (archive.org).
- Johann Friedrich Richard: Das Thomaskloster zu Leipzig, mit besonderer Berücksichtigung der Klosterschule. Hundertstund & Pries, Leipzig 1877.
- Friedrich Wilhelm Ehrenfried Rost: Was hat die Leipziger Thomasschule für die Reformation gethan? Leipzig 1817.
- Friedrich Wilhelm Ehrenfried Rost: Beiträge zur Geschichte der Thomasschule. Staritz, Leipzig 1821.
- Friedrich Wilhelm Ehrenfried Rost: Die Feyer des 600jährigen Bestehens der Thomasschule zu Leipzig … Leipzig 1822.
- Richard Sachse: Programm zur feierlichen Einweihung des neuen Schulhauses der Schola Thomana. Hundertsstund & Pries, Leipzig 1877.
- Richard Sachse: Beiträge zur Geschichte des Thomasklosters und der Thomasschule. A. Edelmann, Leipzig 1880.
- Richard Sachse: Jakob Thomasius, Rektor der Thomasschule. Edelmann, Leipzig 1894, urn:nbn:de:hbz:061:1-305446.
- Richard Sachse: Das Tagebuch des Rektors Jakob Thomasius. Edelmann, Leipzig 1896, urn:nbn:de:hbz:061:1-305426.
- Johann Gottfried Stallbaum: Die Thomasschule zu Leipzig nach dem allmäligen Entwicklungsgange ihrer Zustände insbesondere ihres Unterrichtswesens. Staritz, Leipzig 1839 (eingeschränkte Vorschau in der Google-Buchsuche).
- Johann Gottfried Stallbaum: Über den inneren Zusammenhang musikalischer Bildung der Jugend mit dem Gesammtzwecke des Gymnasiums. Nagel, Leipzig 1842.
- Johann Gottfried Stallbaum: Das Griechische und Lateinische in unsern Gymnasien und seine wissenschaftliche Bedeutung für die Gegenwart eine Schulrede, begleitet von einigen Bemerkungen über reformatorische Bestrebungen unserer Zeit. Staritz, Leipzig 1846.
- Gustav Wustmann: Eine deutsche Schulkomoedie auf der Thomasschule (1660). Hundertstund & Pries, Leipzig 1877.

### 20. Jahrhundert
- Oskar Dähnhardt: Beiträge zur vergleichenden Sagen- und Märchenforschung. Abhandlung zu dem Bericht der Thomasschule in Leipzig über das Schuljahr 1907/08. Edelmann, Leipzig 1908.
- Reinhart Herz, Richard Sachse: Die Lehrer der Thomasschule zu Leipzig 1832–1912. Die Abiturienten der Thomasschule zu Leipzig 1845–1912. Teubner, Leipzig 1912.
- Reinhart Herz: Die Siebenhundertjahrfeier der Thomasschule zu Leipzig. (24.–26. September 1912); Bericht. Edelmann, Leipzig 1913.
- Franz Kemmerling: Die Thomasschule zu Leipzig. Eine kurze Geschichte von ihrer Gründung 1212 bis zum Jahre 1227. Teubner, Leipzig 1927.
- Manfred Mezger: St. Thomas zu Leipzig. Schule und Chor. Stätte des Wirkens von Johann Sebastian Bach. Bilder und Dokumente zur Geschichte der Thomasschule und des Thomanerchores mit ihren zeitgeschichtlichen Beziehungen. Hrsg.: Bernhard Knick. Breitkopf & Härtel, Wiesbaden 1963.
- Richard Sachse: Die ältere Geschichte der Thomasschule zu Leipzig. Nach den Quellen dargestellt. Teubner, Leipzig 1912.
- Hans-Joachim Schulze (Hrsg.): Die Thomasschule Leipzig zur Zeit Johann Sebastian Bachs. Ordnungen und Gesetze 1634, 1723, 1733. Zusammengestellt und mit einem Nachwort von Hans Joachim Schulze. Zentralantiquariat der Deutschen Demokratischen Republik, Leipzig 1987, ISBN 3-7463-0085-1.
- Gottlieb Tesmer, Walther Müller: Ehrentafel der Thomasschule zu Leipzig. Die Lehrer und Abiturienten der Thomasschule zu Leipzig 1912–1932. Selbstverlag des Thomasbundes e. V., Leipzig 1934.
- Jakob Thomasius: Acta Nicolaitana et Thomana. Aufzeichnungen von Jakob Thomasius während seines Rektorates an der Nikolai- und Thomasschule zu Leipzig (1670–1684). Hrsg.: Richard Sachse. Wörner, Leipzig 1912.
- Franz C. Willmann: Die Leipziger Thomasschule. In: Reclams Universum 28.2 (1912), S. 1275–1277.
- Percy Young: The musical tradition of the school and church of St. Thomas. American Choral Foundation, New York 1981.

### 21. Jahrhundert
- Brigitte Braun: Schola Thomana 1680–1750. Vom Leben, Lernen und Singen in der Thomasschule; 49. Kabinettausstellung im Johann-Sebastian-Bach-Museum in Zusammenarbeit mit dem Thomanerchor Leipzig vom 17. Mai bis 9. September 2001; Ausstellungsprospekt. Bach-Archiv, Leipzig 2001.
- Judith Krasselt: Die Thomasschule zu Leipzig zwischen Weimarer Republik und Nationalsozialismus. Hrsg.: Hans-Jürgen Bersch (= Broschüren des Thomanerbund e. V. Band 2). Thomanerbund, Leipzig 2000.
- Rebecca Ziegs: Die Thomasschule im Wandel der Zeit. Versuch einer Chronik zwischen 1945 und 1972 (= Broschüren des Thomanerbund e. V. Band 3). Thomanerbund, Leipzig 2010, ISBN 978-3-00-033375-0.
- Thomas Seidler (Hrsg.): 800 Jahre Thomana. Kirche, Schule, Chor. Leipziger Medien-Service, Leipzig 2011, ISBN 978-3-942360-06-7.
- Michael Maul: „Dero berühmbter Chor“: Die Leipziger Thomasschule und ihre Kantoren 1212–1804. Lehmstedt, Leipzig 2012, ISBN 978-3-942473-24-8.
- Corinna Wörner: Zwischen Anpassung und Resistenz. Der Thomanerchor Leipzig in zwei politischen Systemen (= Studien und Materialien zur Musikwissenschaft, Bd. 123). Georg Olms Verlag, Hildesheim 2023, ISBN 978-3-487-16232-4. (Abstract)

### Historische Schulprogramme
- Jahresbericht der Thomasschule in Leipzig. Leipzig 1862; 1886–1892 (Digitalisat Jahrgänge 1886–1892)
- Programm der Thomasschule in Leipzig. Leipzig 1864–1885 (Digitalisat Jahrgänge 1884–1885)
- Jahresbericht des Thomasgymnasiums in Leipzig. Leipzig 1893–1896 (Digitalisat Jahrgänge 1893–1896)
- Bericht über das Schuljahr ... Leipzig 1897–1928 (Digitalisat Jahrgänge 1897–1911, 1915)